# Adolf Born
Adolf Born (ur. 12 czerwca 1930 w České Velenice, zm. 22 maja 2016 w Pradze) – czeski malarz, ilustrator, karykaturzysta, twórca filmów animowanych. Studiował w Pradze sztuki wizualne. Jego domeną była grafika: sucha igła, akwaforta i przede wszystkim litografia. Współtwórca animowanego obrazu Hobbit zrealizowanego na podstawie książki J.R.R. Tolkiena w 1966 roku.
Planetoida (17806) Adolfborn jest nazwana jego imieniem.
W 2003 został odznaczony Medalem Za Zasługi I stopnia.